# Целая функция
Целая функция — функция, регулярная во всей комплексной плоскости. Типичным примером целой функции может служить многочлен или экспонента, а также суммы, произведения и композиции этих функций. Ряд Тейлора целой функции сходится во всей плоскости комплексного переменного. Логарифм, квадратный корень не являются целыми функциями.
Отметим, что целая функция может иметь особенность (в т.ч. даже существенную особенность) в бесконечности. Как следует из теоремы Лиувилля, функция, которая не имеет особых точек на всей расширенной комплексной плоскости, должна быть постоянной (это свойство может быть использовано для элегантного доказательства основной теоремы алгебры). 
Целая функция, имеющая на бесконечности полюс, должна быть многочленом. Таким образом, все целые функции, не являющиеся многочленами (в частности, тождественно постоянными) имеют на бесконечности существенно особую точку. Такие функции называются трансцендентными целыми функциями.
Малая теорема Пикара значительно усиливает теорему Лиувилля: не равная тождественно постоянной целая функция принимает все комплексные значения, кроме, возможно, одного. Примером является экспоненциальная функция, принимающая в качестве значений все комплексные числа, кроме нуля.
Дж. Литлвуд в одной из своих книг указывает сигма-функцию Вейерштрасса в качестве 
«типичного» примера целой функции.

## Случай нескольких комплексных переменных
Целая функция может рассматриваться в {\displaystyle \mathbb {C} ^{n}}.
пусть {\displaystyle k} — мультииндекс, {\displaystyle z\in \mathbb {C} ^{n}}
Понятие сходимости ряда
{\displaystyle \sum _{|k|=0}^{\infty }a_{k}z^{k}(*)}
зависит от способа нумерации членов, поэтому говоря о сходимости этого ряда имеется в виду абсолютная сходимость:
{\displaystyle \sum _{|k|=0}^{\infty }|a_{k}||z^{k}|<\infty }
Таким образом, если ряд (*) сходится в {\displaystyle \mathbb {C} ^{n}}, то функция, представимая этим рядом, называется целой.

## Разложение в бесконечное произведение
Подобно тому, как мероморфные функции могут рассматриваться в качестве обобщения рациональных дробей, целые функции можно рассматривать как обобщение многочленов. В частности, если для мероморфных функций можно обобщить разложение на простейшие дроби (теорема Миттаг-Леффлера о разложении мероморфной функции), то для целых функций существует обобщение разложения на множители — теорема Вейерштрасса о целых функциях.

## Пространство целых функций
Все целые функции образуют линейное пространство.
Пространство целых функций обозначают как {\displaystyle E} (от слова entire)
и {\displaystyle E_{n}} для случая {\displaystyle C^{n}}.

## Порядок целой функции
Пусть 
{\displaystyle M(r)=\max _{|z|=r}\left|f(z)\right|}
Целая функция {\displaystyle f(x)} называется целой функцией конечного порядка, если существует {\displaystyle \mu >0} такое, что выполняется асимптотическое неравенство {\displaystyle M(r)<\exp(r^{\mu })}  (*)
Порядок целой функции {\displaystyle f(z)} — это число {\displaystyle \rho \geqslant 0:}
{\displaystyle \rho =\inf \left\{\mu \right\}}
Для целой функции, обладающей конечным порядком {\displaystyle p} и родом {\displaystyle q} справедливо следующее соотношение: {\displaystyle p\leqslant q\leqslant p+1}. На самом деле, из конечности одной из характеристик следует конечность второй.

## Тип целой функции
Целая функция {\displaystyle f(z)} имеет конечный тип при порядке {\displaystyle \rho }, если существует такое {\displaystyle a>0}, что 
{\displaystyle M(r)<e^{ar^{\rho }}}
Тип целой функции {\displaystyle f(z)} при порядке {\displaystyle \rho } — это число 
{\displaystyle \sigma =\inf \left\{a>0:M(r)<e^{ar^{\rho }}\right\}.}
Из определения следует что:
{\displaystyle \sigma =\limsup _{r\rightarrow \infty }{\frac {\ln(M(r))}{r^{\rho }}}.}
Принято говорить, что если для данного {\displaystyle \rho ,0<\rho <\infty ,} {\displaystyle \sigma =0}, то функция {\displaystyle f} минимального типа, если {\displaystyle 0<\sigma <\infty }, то {\displaystyle f} нормального типа, а если конечного {\displaystyle a} не существует, то {\displaystyle f} имеет максимальный тип.

## Целая функция экспоненциального типа
Целая функция порядка {\displaystyle \rho =1} и нормального типа называется целой функцией экспоненциального типа.
Пространство ц.ф.э.т. часто обозначают как {\displaystyle P}.

### Функция, ассоциированная по Борелю
Пусть ц.ф.э.т. представляется в виде:
{\displaystyle f(z)=\sum _{k=0}^{\infty }{\frac {a_{k}}{k!}}z^{k}}
Каждой ц.ф.э.т. ставится в соответствие функция:
{\displaystyle \gamma (t)=\sum _{k=0}^{\infty }{\frac {a_{k}}{t^{k+1}}}}
функцию {\displaystyle \gamma (z)} называют ассоциированной по Борелю. Этот ряд сходится при {\displaystyle |t|>\sigma }, а на границе имеется, по меньшей мере, одна особенность функции {\displaystyle \gamma (t)}